# Dienende Führung
Dienendes Führen ist ein Ansatz der Führungsforschung und Führungstheorie. Der Begriff bezieht sich einerseits als Übersetzung auf das Konzept des Servant Leadership von Robert K. Greenleaf, andererseits im deutschsprachigen Raum auf ein systemtheoretisch begründetes Führungsmodell.

## Beschreibung
Nach dem herkömmlichen Führungsverständnis besteht der Zweck von Führung in der Verhaltensbeeinflussung von Menschen zur Zielerreichung. Damit kann, muss aber keine Einstellungsänderung verbunden sein. Die Einflussnahme kann auf zwei Arten erfolgen: direkt, durch Präsenz der Führungsperson, oder indirekt durch Symbole, Werte, Normen (Werte, deren Einhaltung durch Sanktionen erreicht wird) und Strukturen. Dieses Führungsverständnis versucht die Frage zu beantworten: „Wie kann ich Menschen führen, dass sie das tun, was ich, der oder die Führende, von ihnen verlange?“ Egal, wie die Antwort ausfällt, sie setzt eine Asymmetrie zwischen Geführten und Führenden voraus, die den „Führenden“ als hierarchisch überlegenes Subjekt betrachtet, das durch Einflussnahme persönliche und organisationale Ziele erreichen will.
Dieser Ansatz wurde von einigen Forschern als Herabstufung der Geführten zu Objekten kritisiert. So mahnte z. B. Peter Drucker die Unternehmen, Führung als „Menschenarbeit“ zu sehen. Robert Greenleaf entwickelte schrittweise seine Philosophie des Servant Leadership. Für ihn galten Bescheidenheit, persönlicher Mut, Versöhnlichkeit und Verantwortung als Grundlagen eines nachhaltigen Führungserfolges.
Greenleafs Philosophie der Servant Leadership entwickelte sich im Laufe der Zeit in eine Richtung, die etwa ein spirituelles Verständnis von Identität und Mission, Vision und Umwelt verlangte. Dieser Anspruch enthält religiöse Ambitionen und wird deshalb in der Praxis vielfach als abgehoben und indoktrinierend empfunden.
So wird zwar die Wendung Servant Leadership gemeinhin ins Deutsche als „Dienende Führung“ übersetzt, allerdings unterscheidet sich das Konzept, wie es im deutschsprachigen Raum verwendet wird, doch vom amerikanischen Original, weil es auf systemtheoretischen Ansätzen fußt. Dienende Führung in diesem Sinne fragt, wie Führung als soziales System wechselseitig abhängiger und aufeinander einwirkender Individuen gelingen kann. Das Führungsverhältnis wird dabei nicht mehr hierarchisch, sondern heterarchisch gedacht. Führender und Geführter sind damit füreinander Umwelt. Aus der Perspektive der Führenden stellt sich die entscheidende Frage denn so: „Wie kann ich andere führen, damit sie sich persönlich weiterentwickeln, ihr Potenzial voll entfalten können, um unsere gemeinschaftlichen Ziele zu realisieren?“ „Dienen“ erhält in diesem Zusammenhang die Bedeutung von „ermöglichen“, „auf etwas hinauslaufen“, „bewirken“, „zum Ergebnis führen“. Dies sind funktionale Konnotationen, die das Wozu des Dienens an das größere System rückbinden, dessen Teil der Führende ist und dem diese Art der Führung dient.
Das Konzept der Dienenden Führung umfasst drei Stränge: Zirkularität, Individualisierung und Balancierung. Dienen und Führen sind in einem Regelkreis zirkulär verknüpft. Im Regelkreis dient negatives Feedback der Systemerneuerung und führt zu Systemstabilisierung, die wiederum der Systemsteuerung dient bzw. diese ermöglicht. Die Notwendigkeit der Individualisierung von Führung ergibt sich aus der nach wie vor ungebrochenen Wertedynamik, den unterschiedlichen Motiven der Menschen, die geführt werden sollen und deren ebenso unterschiedlich ausgeprägtes Können, Wollen, Sollen und Dürfen. Balancierung bedeutet die Hinwendung zu einem Sowohl-als-auch (z. B. Straffen und Lockern, Planen und Improvisieren), wodurch den Bedingungen hoher Komplexität, Kontingenz und Volatilität besser Rechnung getragen werden kann.
Eine Voraussetzung für das Gelingen der Dienenden Führung ist eine hochgradig offene Organisationskultur. In sehr geschlossenen Kulturen, wie sie etwa bei dem Militär oder in Behörden anzutreffen sind, fehlen durch die hohe Regelungsdichte die notwendigen Freiräume. Dienende Führung stößt auch dort an ihre Grenzen, wo sich in Organisationen eine Kultur des „Überbehütetseins“ entwickelt hat.

## Abgrenzung
Der durch die sozialrevolutionären Neozapatistas verfolgte Führungsgrundsatz „Gehorchend befehlen“ ähnelt dem Dienenden Führen nur ansatzweise, da die Führenden durch Rotationsprinzip und imperatives Mandat noch stärker an Bedürfnisse und Willen der Geführten gebunden sind.